# Корниця (Україна)
Ко́рниця — село в Україні, у Білогірській селищній громаді Шепетівського району Хмельницької області. Розташоване на річці Горинь. До 2020 орган місцевого самоврядування — Залузька сільська рада.

## Історія
У 1906 році містечко Білогородської волості Ізяславського повіту Волинської губернії. Відстань від повітового міста 18 верст, від волості 10. Дворів 224, мешканців 1738.
7 (20) листопада 1917 року, відповідно до Третього Універсалу Української Центральної Ради, увійшло до складу Української Народної Республіки.

## Цікавий факт
- У книзі Олександра Цинкаловського «Стара Волинь і Волинське Полісся» про цей населений пункт зазначено: |                                                                                                                                                                                                                                                                                                                                                                                                                                                                                                                                                                                                                                                                                                                                                                                                                                                              | \| КОРНИЦЯ, м-ко, Заславський пов., над р. Горинню, 20 км. від міста Заслава. В кінці 19 ст. було там 210 домів і 1,124 жителів (в тому римо-католиків 40, жидів 500), дерев'яна церква з 1778 р. і церк.-прих. школа від 1878 р., 6 ярмарків річно. Урочища в околиці К.: Подмети, Монастирище. К. згадується в 1545 р. в ревізії крем'янецького замку, як власність Федора Корницького (Пам'ятники, т. 4, від 2 ст. до 201). По Корницьких К. переходить до кн. Сангушки. За переписом 1911 р. в К. було 2,030 жит., міщанська управа, 8 крамниць, горілчана крамниця і ярмарок що 2 тижні. В самому містечку велике квадратове замчище. За місцевими переказами був це замок Сенютів. На городищі дерев'яна церква, іу2 км. від К. знову друге городище, де за переказами був Троїцький манастир, над р. Горинню 1 курган (В. Антонович, Труди 11 з'їзду). .[3] \| |
| КОРНИЦЯ, м-ко, Заславський пов., над р. Горинню, 20 км. від міста Заслава. В кінці 19 ст. було там 210 домів і 1,124 жителів (в тому римо-католиків 40, жидів 500), дерев'яна церква з 1778 р. і церк.-прих. школа від 1878 р., 6 ярмарків річно. Урочища в околиці К.: Подмети, Монастирище. К. згадується в 1545 р. в ревізії крем'янецького замку, як власність Федора Корницького (Пам'ятники, т. 4, від 2 ст. до 201). По Корницьких К. переходить до кн. Сангушки. За переписом 1911 р. в К. було 2,030 жит., міщанська управа, 8 крамниць, горілчана крамниця і ярмарок що 2 тижні. В самому містечку велике квадратове замчище. За місцевими переказами був це замок Сенютів. На городищі дерев'яна церква, іу2 км. від К. знову друге городище, де за переказами був Троїцький манастир, над р. Горинню 1 курган (В. Антонович, Труди 11 з'їзду). . | |

12 червня 2020 року, відповідно до розпорядження Кабінету Міністрів України № 727-р «Про визначення адміністративних центрів та затвердження територій територіальних громад Хмельницької області», увійшло до складу Білогірської селищної громади.
19 липня 2020 року, в результаті адміністративно-територіальної реформи та ліквідації Білогірського району, село увійшло до складу новоутвореного Шепетівського району.

## Населення
Населення села за переписом 2001 року становило 498 осіб, в 2011 році — 461 особа.

## Галерея

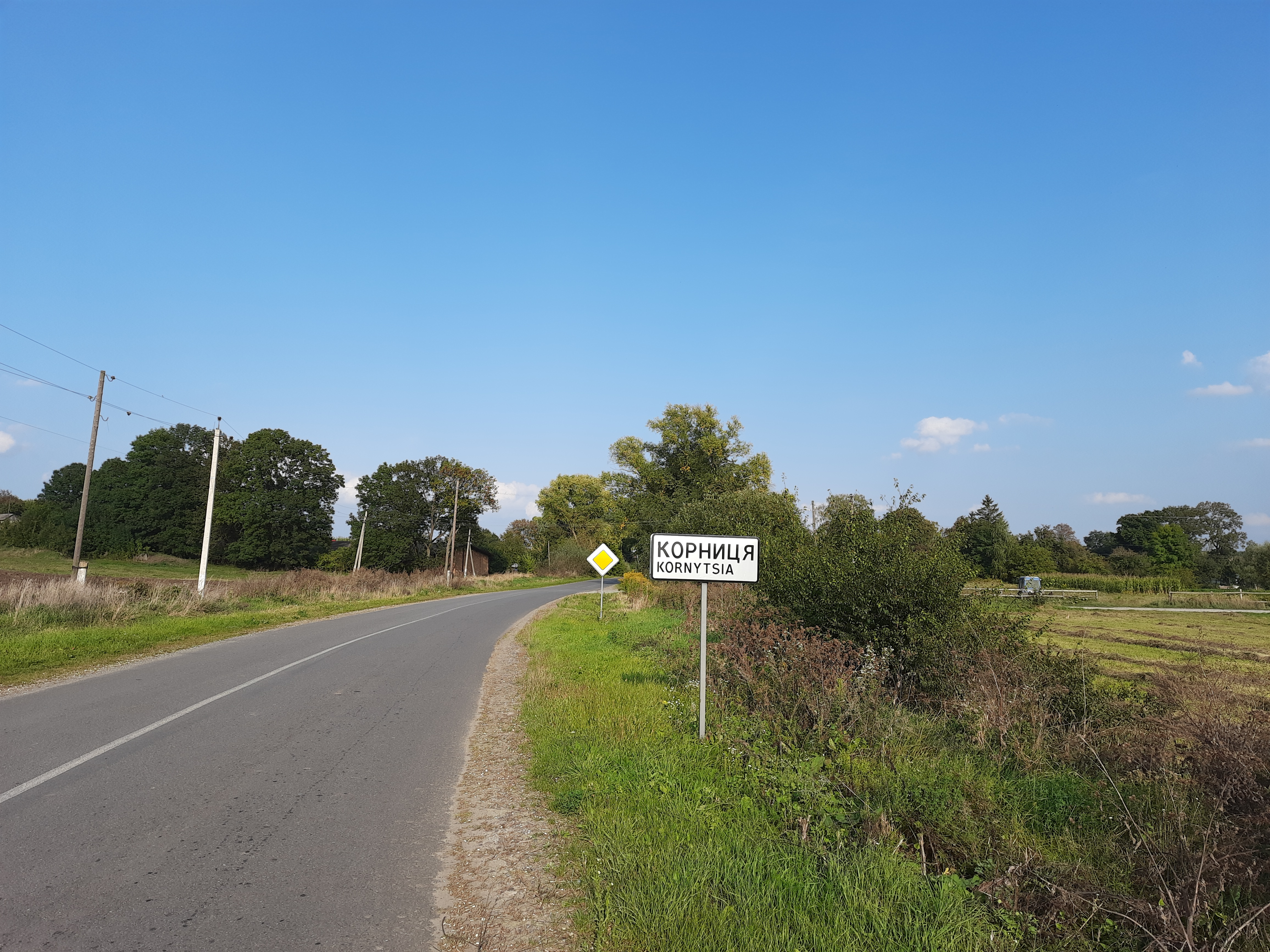
Дорожній знак при в'їзді в село
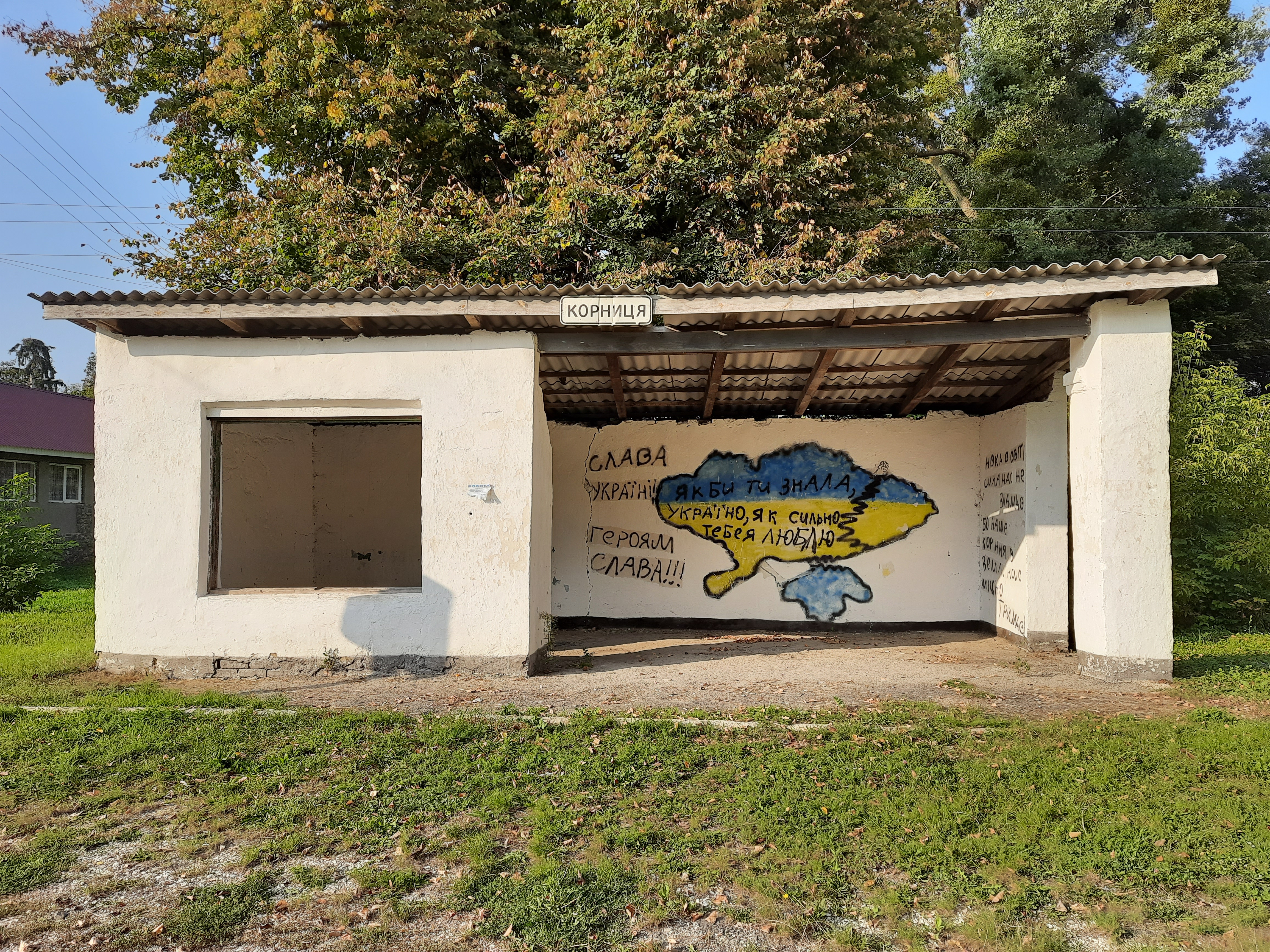
Автобусна зупинка
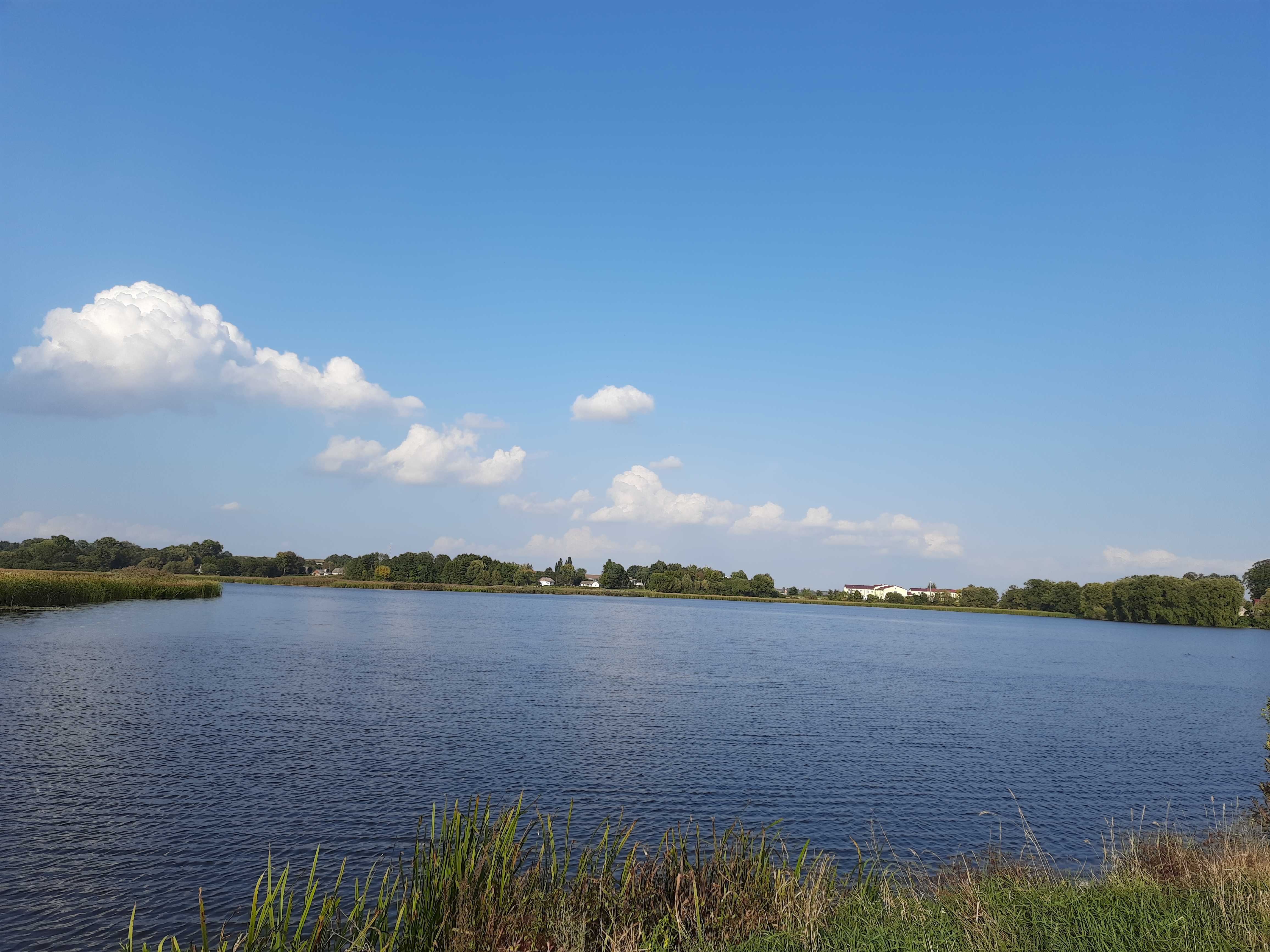
Став біля села